# A.J. Applegate
Pour les articles homonymes, voir Applegate.
A.J. Applegate est une actrice américaine de films pornographiques née le 23 septembre 1989 à Massapequa, dans l'État de New York.

## Carrière
Applegate a commencé à travailler comme effeuilleuse quand elle avait 19 ans, au Club Gold à Hartford, Connecticut. Elle a ensuite travaillé comme modèle nu, modèle fétiche et professeur de danse.
Applegate est entrée dans l'industrie du film pour adultes en 2012 à l'âge de 22 ans et a d'abord utilisé le nom de scène Kaylee Evans,. Sa première scène, intitulée Big Butt Bouncing, fut tournée pour le site Mofos.com I Know That Girl. Elle a décidé de changer son nom de scène après avoir remarqué que le prénom Kaylee et le nom de famille Evans étaient monnaie courante dans l'industrie et elle a voulu se différencier des autres stars du porno. Elle a choisi le prénom A.J. parce qu'elle aime les noms unisexes et le nom Applegate parce qu'il est souvent dit qu'elle ressemble à Christina Applegate.
Applegate envisage de travailler dans l'industrie adulte aussi longtemps que possible et de réaliser du porno "MILF",,. Elle a également déclaré qu'elle espère devenir réalisatrice et avoir sa propre société de production à l'avenir.

## Vie personnelle
En décembre 2013, Applegate entame une formation de coach. En 2014, elle est diplômée en Zumba.
Applegate a l'expression Ballo Di Amore tatouée sur la hanche droite, trois piercings à chaque oreille et un piercing de nombril. Elle est bisexuelle.
Le 18 juillet 2019, A.J. tweete des photos d'elle en compagnie de son nouveau petit-ami Danny Mountain, et annonce être enceinte de lui. Cette grossesse est cependant controversée car elle survient quelques semaines après le décès de son fiancé, Bill Bailey,. 

## Filmographie sélective

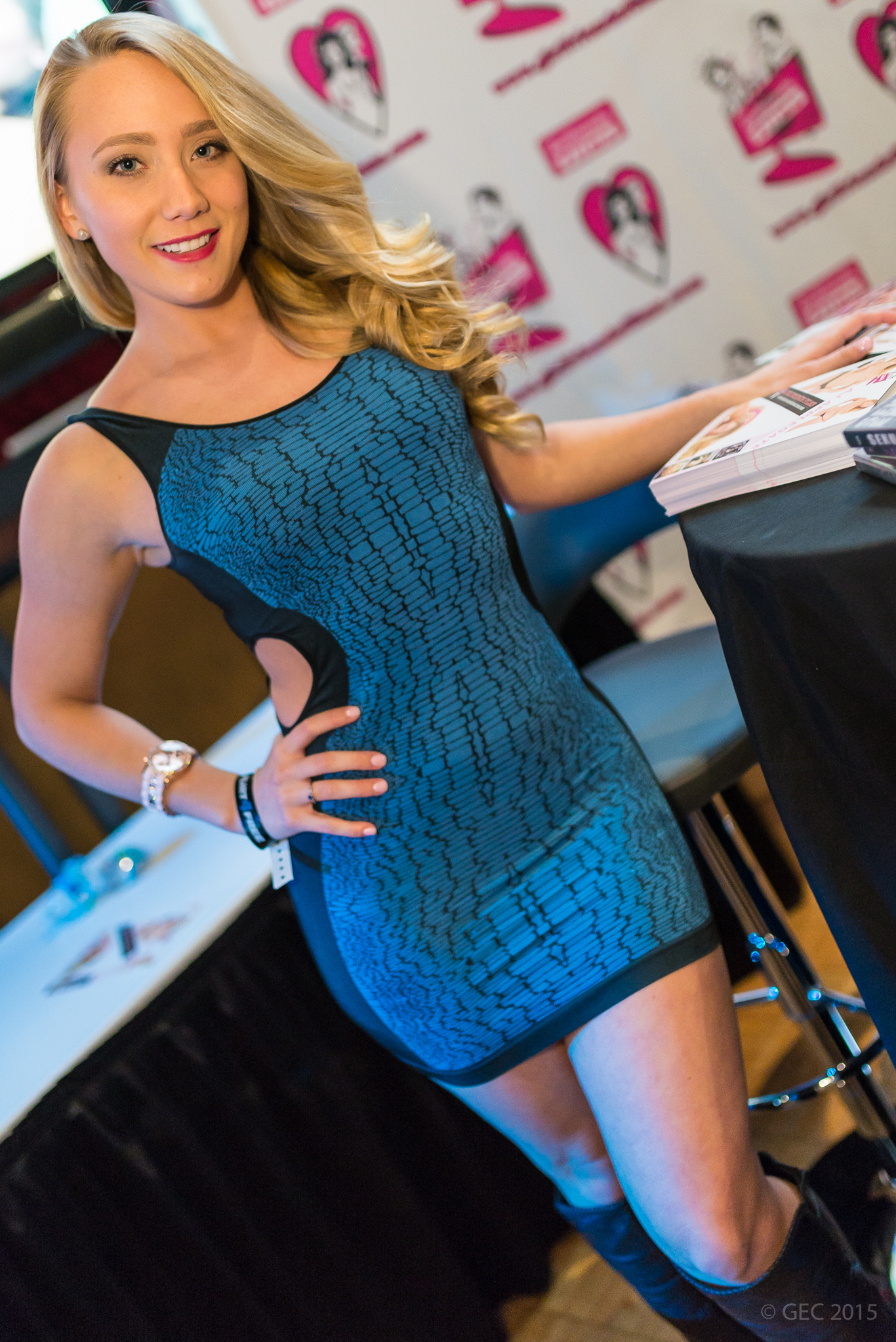
A.J. Applegate à l'AEE 2015.

- 2012 : Mad Asses: All Anal Edition
- 2012 : Lesbian Stepsisters 4
- 2013 : Slumber Party 24
- 2013 : Ass Party 4
- 2014 : Queen of the Strap-On 6
- 2014 : Girls Kissing Girls 15
- 2014 : Yoga Girls 3
- 2015 : Lola's First Lesbian Anal
- 2015 : Cheer Squad Sleepovers 12
- 2015 : Girls Kissing Girls 17
- 2015 : Lesbian Adventures: Strap-On Specialists 09
- 2016 : AJ Applegate's Anal Study Break
- 2016 : Big Butt Anal Threesomes
- 2017 : Anal Couples Swap
- 2017 : Lesbian Squirting Orgy
- 2018 : Women Seeking Women 161

## Distinctions
Récompenses
- 2014 : XCritic Award : Best New Starlet
- 2014 : XRCO Award : New Starlet
- 2015 : AVN Award : Best Group Sex Scene pour Gangbang Me (avec John Strong, Erik Everhard, Mr. Pete, Mick Blue, Ramon Nomar, James Deen et Jon Jon)
- 2015 : XBIZ Award : Best Scene - Feature Movie pour Shades of Scarlet (avec Mr. Pete)[11]

Nominations
- 2014 : AVN Award : Best New Starlet
- 2014 : AVN Award : Best POV Sex Scene - Elastic Assholes 11 avec Tim Von Swine
- 2014 : XBIZ Award : Best New Starlet
- 2015 : AVN Award : Best Boy/Girl Sex Scene - Silhouette avec Bruce Venture
- 2015 : AVN Award : Best Double Penetration Sex Scene - Internal Damnation 7 avec Toni Ribas et Ramon Nomar
- 2015 : AVN Award : Best Solo/Tease Performance - Gangbang Me
- 2015 : AVN Award : Female Performer of the Year
- 2015 : XBIZ Award : Best Scene - All-Girl  - Fucking Girls 8 avec Carter Cruise